# Route nationale 71 (Estonie)
Pour les articles homonymes, voir Route nationale 71.
La route nationale 71 (Tugimaantee 71) est une route nationale estonienne reliant Rõngu à Erastvere. Elle mesure 39,3 km.

## Tracé
- Comté de Tartu
  - Rõngu
  - Raigaste
  - Kõduküla
- Comté de Valga
  - Atra (en)
  - Palupera (en)
  - Miti (en)
  - Mägestiku (en)
  - Pedajamäe (et)
  - Otepää
  - Otepää (village) (en)
  - Pilkuse (et)
- Comté de Põlva
  - Kaagvere (en)
  - Karste (en)
  - Mügra (en)
  - Jõksi (en)
  - Hino (en)
  - Kanepi
  - Erastvere